# Saatgutverordnung (Deutschland)
Die Saatgutverordnung ist eine deutsche Verordnung. Sie regelt das Verfahren für die Anerkennung von Saatgut landwirtschaftlicher Arten (außer Kartoffel und Rebe) und für Saatgut von Gemüsearten. Dabei setzt sie EU-Recht in nationales Recht um:
1. Richtlinie 66/401/EWG über den Verkehr mit Futterpflanzensaatgut
2. Richtlinie 66/402/EWG über den Verkehr mit Getreidesaatgut
3. Richtlinie 2002/54/EG über den Verkehr mit Betarübensaatgut
4. Richtlinie 2002/55/EG über den Verkehr mit Gemüsesaatgut
5. Richtlinie 2002/57/EG über den Verkehr mit Saatgut von Öl- und Faserpflanzen

Das Saatgut muss nach nachprüfbaren Kriterien sortenecht und sortenrein sein.
Die Sortenechtheit soll genetisch fixierte Qualitätsmerkmale garantieren. Dies kann mit gendiagnostischen Methoden überprüft werden. Sortenreinheit bezieht sich auf den Anteil von Fremdsorten im Saatgut, der eine bestimmte Höchstschwelle (sortenabhängig) nicht überschreiten darf.
In Deutschland existieren 15 Anerkennungsstellen.
Die Verordnung regelt auch Kennzeichnung und Verpackung.